# Hornborgasjön
Hornborgasjön er en sø i Västergötland i Sverige, ca. 15 km sydøst for Skara. Fra at have dækket et areal på 28 km² blev den ved fem forskellige sænkninger i perioden 1933–35 til mindre end 4 km². Hensigten var at skaffe dyrkbar mark, men på grund af de kraftige forårsoversvømmelser blev landbrugsjorden ikke brugbar. Man påbegydte en restaurering af søen i 1992, og ved færdiggørelsen i 1995 var vandfladen hævet med næsten 1 meter, efter at man havde anlagt en dæmning ved udløbet og opfyldt gamle kanaler. 
Om foråret plejer tranerne at raste ved Hornborgasjön før de flyver videre til ynglepladserne. Nogle gange kan der være over 10.000 traner samtidig, hvilket gør stedet populært for ornitologer.